# Иванов, Фёдор Иванович (старшина)
Иванов Фёдор Иванович (1923—2004) — Герой Советского Союза, помощник командира взвода разведки 9-го гвардейского кавалерийского полка 3-й гвардейской кавалерийской дивизии 2-го гвардейского кавалерийского корпуса 1-го Белорусского фронта, гвардии сержант.

## Биография
Родился 24 июня 1923 года в деревне Леоново (ныне — Новодугинского района Смоленской области) в семье крестьянина. Русский.
Окончив семилетнюю школу, поступил в техникум механизации сельского хозяйства в городе Вельске Калининской области, работал в колхозе.
В феврале 1942 года призван в Красную Армию. Воевать начал на Калининском фронте наводчиком, затем помощником командира миномётной батареи 24-й кавалерийской дивизии. Вскоре стал разведчиком, воевал под Курском и Белгородом. Будучи командиром отделения разведчиков 9-го кавалерийского полка, участвовал в освобождении Белоруссии. Здесь получил первое ранение и контузию. Несколько месяцев провёл в госпитале — и снова на фронт. Отличился в боях за освобождение польской земли.
Осенью 1944 года на подступах к реке Висле разведчик Иванов достаёт ценнейшие сведения о расположении противника, о системе его обороны и огневых средствах. Добытые Ивановым и другими разведчиками сведения помогли частям нашей армии успешно форсировать Вислу.
В боях у города Полчин-Здруй (Польша) он неоднократно ходил в разведку, добывал ценные сведения о противнике, захватил несколько пленных. В одном из рейдов наши разведчики, заметив наступавших гитлеровцев, решили устроить засаду в многоэтажном каменном доме. Приняли неравный бой, когда в верхних этажах держаться стало невозможно, перебрались в подвал. Дрались до последнего патрона, а многие до последней капли крови. Кончались боеприпасы. Оружие павших товарищей переходило к тем, кто ещё мог держаться на ногах. Всю ночь продолжалась эта неравная схватка. К утру подоспевшие части вызволили горстку храбрецов из каменного подвала.
В 1947 году старшина Иванов демобилизован. Вернулся в родные края, жил в городе Смоленске. Член КПСС с 1948 года. Окончил Смоленскую областную партшколу и заочно Высшую партшколу при ЦК КПСС. Был на советской и партийной работе. Работал начальником штаба гражданской обороны завода «Кристалл».
Будучи на пенсии, активно вёл общественную работу в качестве заместителя председателя Смоленского городского Совета ветеранов войны, труда, Вооружённых Сил и правоохранительных органов, был членом областного комитета КПРФ.
Скончался 15 января 2004 года. Похоронен в городе-герое Смоленске на Братском кладбище.

## Награды
Указом Президиума Верховного Совета СССР от 31 мая 1945 года за образцовое выполнение заданий командования и проявленные мужество и героизм в боях с немецко-фашистскими захватчиками гвардии сержанту Фёдору Ивановичу Иванову присвоено звание Героя Советского Союза с вручением ордена Ленина и медали «Золотая Звезда» (№ 6834).
- Награждён также двумя орденами Отечественной войны 1-й степени, орденами Отечественной войны 2-й степени, «Знак Почёта», медалями.